# Lutherse kerk (Boedapest)
De Lutherse kerk in Boedapest (Evangélikus templom in het Hongaars) is een kerkgebouw uit het einde van de 18e eeuw en het begin van de 19e eeuw in het stadsdeel Pest. 
In het stadsdeel Boeda bevindt zich ook een Lutherse kerk, genaamd Budavári Evangélikus Templom (Nederlands: Lutherse kerk in Boeda).
De kerk in het stadsdeel Pest, werd gebouwd tussen 1799 en 1808 onder leiding van architect Mihály Pollack en is in neoclassicistische stijl. De Dorische zuilen van de portiek bij de ingang van de kerk zijn toegevoegd door architect József Hild in 1856. Het interieur van de kerk is een typisch voorbeeld van het vroege neoclassicisme. Boven het bescheiden hoofdaltaar hangt een kopie van het schilderij de Transfiguratie door Rafaël. Deze kopie is geschilderd door Frans Sales Lochbihler en stamt uit 1811. Tegenwoordig wordt de kerk ook gebruikt om orgelconcerten te geven (wegens de goede akoestiek). Naast het kerkgebouw bevindt zich het Nationaal Luthersmuseum, dit museum bevindt zich in de voormalige Lutherse school (ook ontworpen door Pollack).